# 尖花藤
尖花藤（学名：Richella hainanensis）为番荔枝科尖花藤属的植物，为中国的特有植物。分布于中国大陆的海南等地，多生在山地密林中，目前尚未由人工引种栽培。其种加词“hainanensis”意为“海南的”。